# Monini
Monini S.p.A. è un'azienda agroalimentare italiana a conduzione familiare con sede a Spoleto, in provincia di Perugia.

## Storia
La AGM. Gualfucci Monini fu fondata nel 1920 a Spoleto, in provincia di Perugia, su iniziativa di due soci, Pietro Gualfucci e Zefferino Monini, che diedero vita ad una ditta per la commercializzazione di olii di oliva. La società fu sciolta nel 1929, e Monini diede vita alla Zefferino Monini Olio di Oliva, che puntò su una tipologia di prodotto fino ad allora mai messa in commercio, quella dell'olio extravergine di oliva, non raffinato ed ottenuto tramite la spremitura delle olive. L'olio extravergine di oliva costituì un'importante intuizione per la ditta di Monini, la cui commercializzazione si affermò non soltanto in tutta l'Umbria, ma anche nel Lazio, nelle Marche e nella Romagna.
Durante la seconda guerra mondiale, la produzione fu interrotta poiché il prodotto venne tesserato. Nel 1945, grazie anche alla liberalizzazione dei prodotti alimentari, l'attività produttiva venne ripresa, e Monini venne affiancato dai suoi quattro figli Carlo, Nello, Giuseppe e Paolo, nella conduzione della ditta. Il prodotto, fino ad allora venduto sfuso dai negozianti conservato nelle damigiane, cominciò ad essere commercializzato nelle bottiglie di vetro a partire dagli anni cinquanta.
Nel 1958, Nello Monini aprì la filiale di Roma, ma l'ulteriore crescita dell'azienda umbra si verificò alcuni anni più tardi: nel 1964, su idea di Giuseppe Monini, terzogenito di Zeffirino, venne inaugurato lo stabilimento produttivo nella frazione spoletina di Eggi, che inizialmente impiegava 40 addetti. In quel periodo, grazie al più giovane dei figli del fondatore, Paolo Monini, l'azienda sviluppò una sempre più rilevante presenza a carattere interregionale, che gli valse il riconoscimento del Mercurio d'Oro nel 1964. L'azienda avviò anche investimenti nella pubblicità: nel 1965, fu varata la prima campagna di affissioni stradali per reclamizzare l'olio Monini, e nel 1970, Nello coniò lo slogan dell'azienda, «Monini: una spremuta di olive».
Nel 1980, l'azienda venne trasformata da società in accomandita semplice a società per azioni. Tre anni più tardi, nel 1983, furono trasmessi i primi spot televisivi. Tuttavia però, Monini in quel periodo attraversava una situazione di crisi, e nel 1988, la Findim S.p.A., holding della famiglia Fossati, che controllava l'azienda conserviera Star, acquisì il 35% delle sue azioni.  L'alleanza con Star si rivelò importante, e portò ad una ripresa dell'azienda umbra, che nel 1994 acquisì il marchio Gaslini.
Negli anni 2000, Monini, la cui gestione era passata dalla fine degli anni ottanta ai fratelli Maria Flora e Zefferino Monini, figli di Giuseppe, avviò un'espansione commerciale all'estero con la creazioni di filiali distributive. Nel 2001, Monini impianta una coltivazione di olive in Australia. L'anno seguente, nel 2002, la famiglia Monini decise di ricomprare le quote azionarie precedentemente cedute a Star, e da allora è l'unica proprietaria.
Al 2011, Monini risultava il secondo marchio di riferimento, dopo Carapelli, nel settore dell'olio extravergine sul mercato nazionale, il primo nell'ambito della GDO in 13 regioni italiane. Il suo olio Extra Vergine "Classico", il più venduto in Italia.
Nel 2012, viene avviata una partnership commerciale con l'azienda conserviera Mutti per il mercato statunitense. Nello stesso anno, L'olio extra vergine “Classico” Monini vince il test del mensile francese 60 millions de consommateurs in cui dieci professionisti hanno analizzato venti olii provenienti da differenti Paesi.

## Informazioni e dati
Monini S.p.A. è un'azienda con sede a Spoleto, in provincia di Perugia, che opera nella trasformazione agroalimentare. Il suo core business è rappresentato dalla produzione e commercializzazione dell'olio extravergine di oliva, prodotto storico e di punta dell'azienda umbra, e la sua gamma di prodotti comprende anche gli olii di oliva per la frittura, gli aceti e i succhi di limone.
Nel 2019, Monini realizzava un fatturato di 135,1 milioni di euro, un utile netto di 10,3 milioni, ed impiegava 138 dipendenti. Il fatturato è generato per il 44% all'estero, per l'87% dall'olio extravergine, e per il 93% dal proprio marchio. L'esportazione dei prodotti Monini avviene in 60 paesi nel mondo.
La produzione, che registra annualmente una capacità di 30 milioni di litri, avviene in due stabilimenti, quello storico di Eggi dove è concentrato il grosso delle attività, e quello pugliese di Carpino, in provincia di Foggia, destinato alla produzione degli olii extravergine biologici Dop. Conta altresì, due filiali distributive negli Stati Uniti e in Polonia, rispettivamente aperte nel 2000 e nel 2008, e possiede terreni di coltivazione in Umbria, Puglia, Basilicata, Sicilia e Australia.

## Sponsorizzazioni
Nel corso degli anni Monini ha sponsorizzato squadre sportive ed è uno dei principali partner organizzativi del Festival dei Due Mondi di Spoleto.
Nel 2008 ha contribuito all'illuminazione di Spoletosfera.

## Altre attività
I fratelli Maria Flora e Zefferino Monini, attivi nel mecenatismo, nel 2010 danno vita alla Fondazione Monini, che si occupa di attività di formazione in ambito culturale, con erogazione di borse di studio, e della cura dell'archivio di tutti i materiali cartacei, fotografici e audiovisivi del Festival dei Due Mondi. Attraverso la fondazione, viene acquistata Casa Menotti, che dal 2011 ospita il centro di documentazione. Nel luglio 2014, la fondazione, nella persona di Maria Flora Monini, ha vinto il Montblanc Arts Patronage Award 2014 (in giuria c'erano Valeria Golino, Toni Servillo, il fotografo Rankin e Stefano Accorsi).